# Cardiomiopatia dilatada
Cardiomiopatia dilatada ou miocardiopatia congestiva é uma doença do músculo cardíaco caracterizada por uma dilatação das câmaras ventriculares, gerando progressiva redução da capacidade de bombear sangue pelo ventrículo esquerdo ou por ambos ventrículos, que ocorre sem outra doença que possa explicar as modificações estruturais e funcionais cardíacas. É mais comum em homens de 20 a 60 anos. Quando ocorre 6 meses antes ou após o parto é chamada de miocardiopatia periparto.

## Causas
Nem sempre a causa é identificada, pois existem várias possíveis, dentre elas:
- Genética (cerca de 40% dos casos)
- Doença de Chagas[3]
- Doença coronária grave
- Alcoolismo
- Doenças da tireoide
- Diabetes melito descompensada
- Infecções virais do coração (miocardite viral)
- Anormalidades das válvulas cardíacas (valvulopatias)
- Drogas que danificam o coração (cardiotoxinas), como cocaína e anfetaminas;
- Tuberculose (apenas 1 a 2% dos casos)

A obesidade, hipertensão arterial e dieta pobre são importantes fatores de risco.

## Sinais e sintomas
Começa sem sintomas, mas ao longo dos anos - progressivamente - aparecem sinais e sintomas de insuficiência cardíaca como:
- Fadiga
- Falta de ar (dispneia) quando você está ativo ou deitado
- Capacidade reduzida de exercício
- Inchaço (edema periférico) nas pernas, tornozelos e pés
- Inchaço do abdômen (ascite)

Quando causa arritmia cardíaca pode causar tontura, desmaios, trombose, dor no peito (angina pectoris) e resultar em morte súbita, especialmente em adultos jovens.

## Diagnóstico
O diagnóstico pode ser feito verificando:
- Sintomas de insuficiência cardíaca;
- Histórico familiar de miocardiopatia;
- Ruídos cardíacos anormais;
- Exames de sangue (troponinas, CPK, citocinas inflamatórias...)
- Eletrocardiograma com arritmia;

O coração dilatado pode ser visto e analisado com:
- Radiografia de tórax
- Ecocardiograma
- Teste de esforço
- Cateterismo cardíaco
- Tomografia computadorizada
- Ressonância magnética

## Tratamento
A dieta deve restringir o consumo de sal, colesterol ruim e álcool. Exercícios extenuantes devem ser evitados, dando preferência a exercícios aeróbicos leves. A terapia medicamentosa pode diminuir a progressão e, em alguns casos, melhorar a condição cardíaca. A terapia padrão pode incluir Inibidor da enzima de conversão da angiotensina (IECA) ou ARAII, diuréticos, betabloqueadores e um digitálico. Anticoagulantes também podem ser usados dependendo da arritmia, para evitar trombose.
Se as abordagens menos invasivas não forem bem sucedidas podem se usar dispositivos como:
- Marcapassos biventriculares, que usam impulsos elétricos para coordenar as ações dos ventrículos.
- Desfibriladores cardioversores implantáveis para monitorar o ritmo cardíaco e produzir choques elétricos quando necessário para controlar batimentos cardíacos anormais e rápidos que causam parada cardíaca.
- Bombas cardíacas (dispositivos de assistência ventricular esquerda), dispositivos mecânicos implantados no abdômen ou no peito e presos a um coração enfraquecido para ajudá-lo a bombear.

E em último caso, pode-se tentar um transplante de coração.